# مقاطعة واشنطن (نيويورك)
مقاطعة واشنطن (بالإنجليزية: Washington County)‏ هي إحدى المقاطعات في ولاية نيويورك في الولايات المتحدة الأمريكية.

## أعلام
- لوثر داي
- جدة موسى
- دانيال برات
- روبرت كلارك
- ويليام وودز